# Sina Stamm
Sina Stamm (* 17. Juni 1984 in Jena) ist eine deutsche Juristin. Sie ist seit November 2023 Richterin am Bundesverwaltungsgericht.

## Leben und Wirken
Stamm studierte Rechtswissenschaften in Dresden. Im Februar 2010 promovierte sie an der Universität Potsdam zum Dr. iur. Nach Abschluss der juristischen Ausbildung war sie an der Universität Potsdam als wissenschaftliche Mitarbeiterin und anschließend in einer Rechtsanwaltskanzlei tätig. Im April 2012 trat sie in den Justizdienst des Landes Nordrhein-Westfalen ein und wurde am Verwaltungsgericht Köln eingesetzt. Ab September 2013 war Stamm für zwei Jahre als wissenschaftliche Mitarbeiterin an das Bundesverfassungsgericht abgeordnet. Nach einer Abordnung im Jahr 2017 an das Oberverwaltungsgericht für das Land Nordrhein-Westfalen folgte im Juli 2018 ihre Versetzung dorthin unter Ernennung zur Richterin am Oberverwaltungsgericht. Eine Abordnung an das Verwaltungsgericht Köln schloss sich bis zum April 2019 an. Anschließend war Stamm bis April 2023 am Verfassungsgerichtshof für das Land Nordrhein-Westfalen tätig.
Nach der Ernennung zur Richterin am Bundesverwaltungsgericht am 1. November 2023 wies das Präsidium Stamm dem u. a. für das Baurecht zuständigen 4. Revisionssenat zu.